# 国際統括官 (文部科学省)
国際統括官（こくさいとうかつかん）は、文部科学省の内部部局の一つ。文部科学省に再編成されて以降設置された局長級分掌職。単官型の統括官である。文部科学省組織令（平成十二年政令第二百五十一号）において、本省に、一人置くものとされている。ユネスコ活動に関する企画立案や日本ユネスコ国内委員会の事務の処理、国際交流をつかさどる。

## 所掌事務
国際統括官が関係する事務（「文部科学省組織令 第十条  最終改正: 2018年10月1日平成三十年政令第287号）」 より抄録）。
1. ユネスコ活動（ユネスコ活動に関する法律（昭和二十七年法律第二百七号）第二条に規定するユネスコ活動をいう。）の振興に関する基本的な政策の企画及び立案並びに推進に関すること。
2. 日本ユネスコ国内委員会の事務の処理に関すること。
3. 国際交流に関する条約その他の国際約束の実施に関する事務のうち文部科学省の所掌事務に係るものの総括に関すること。
4. 国際文化交流に関する諸外国との人物交流に関し、条約その他の国際約束に従い、国際的取決めを交渉し、及び締結すること（スポーツ庁及び文化庁の所掌に属するものを除く。）。

## 組織
- 国際統括官
  - 国際戦略企画官
  - ユネスコ協力官

（「文部科学省組織規則（平成十三年文部科学省令第一号） 第七十条  最終改正: 2018年3月30日(文部科学省令第十四号)」 より抄録）

## 歴代国際統括官

### 現職
| 氏名       | 出身省庁   | 前職             | 就任年月日               |
| ---------- | ---------- | ---------------- | ------------------------ |
| 渡辺その子 | 科学技術庁 | 理化学研究所監事 | 2024年（令和6年）7月11日 |

### 過去
| 氏名     | 出身省庁                     | 前職                                         | 在任期間                                           | 後職                                                                           |
| -------- | ---------------------------- | -------------------------------------------- | -------------------------------------------------- | ------------------------------------------------------------------------------ |
| 白川哲久 | 科学技術庁                   | 文部省大臣官房審議官 (生涯学習局担当)        | 2001年 - 2002年                                    | 研究開発局長                                                                   |
| 永野博   | 科学技術庁                   |                                              | 2002年 - 2004年                                    | 科学技術政策研究所長                                                           |
| 井上正幸 | 文部省                       | 科学技術・学術政策局次長                     | 2004年 - 2006年                                    | 辞職 (バングラデシュ特命全権大使)                                              |
| 瀬山賢治 | 科学技術庁                   | 大臣官房審議官(大臣官房担当)                 | 2006年4月 - 2007年7月                              | 宇宙航空研究開発機構理事                                                       |
| 木曽功   | 文部省                       | 独立行政法人日本学術振興会理事               | 2007年 - 2010年                                    | 国連教育科学文化機関（ユネスコ）日本政府代表部特命全権大使                     |
| 藤嶋信夫 | 科学技術庁                   | 理化学研究所理事                             | 2010年 - 2012年                                    | 有人宇宙システム監査役                                                         |
| 倉持隆雄 | 科学技術庁                   | 研究振興局長                                 | 2012年 - 2012年5月15日                             | 内閣府政策統括官                                                               |
| 加藤重治 | 科学技術庁                   | 内閣府大臣官房審議官                         | 2012年5月15日 - 2014年11月                         | 理化学研究所理事長特別補佐                                                     |
| 山脇良雄 | 科学技術庁                   | 大臣官房審議官                               | 2014年11月25日 - 2016年6月14日                     | 内閣府政策統括官                                                               |
| 森本浩一 | 科学技術庁                   | 内閣府政策統括官                             | 2016年6月17日 - 2017年                             | 筑波大学理事・副学長                                                           |
| 川端和明 | 科学技術庁                   | 宇宙航空研究開発機構理事                     | 2017年3月29日 -2018年9月21日                       | 文部科学省汚職事件で逮捕、有罪判決確定により失職した後、有人宇宙システム顧問。 |
| 山脇良雄 | 文部科学審議官による事務取扱 | 文部科学審議官による事務取扱                 | 2018年9月21日‐2018年10月16日                       |                                                                                |
| 大山真未 | 科学技術庁                   | 官房審議官 (研究開発局担当)                  | 2018年10月16日 - 2020年8月1日                      | 宇宙航空研究開発機構理事                                                       |
| 田口康   | 科学技術庁                   | 官房サイバーセキュリティ・政策立案総括審議官 | 2020年8月1日 - 2022年3月31日                       | 退職                                                                           |
| 岡村直子 | 科学技術庁                   | 内閣府宇宙開発戦略推進事務局審議官           | 2022年4月1日 - 2023年8月8日                        | 日本医療研究開発機構執行役                                                     |
| 渡辺正実 | 科学技術庁                   | 日本医療研究開発機構執行役                   | 2023年（令和5年）8月8日 - 2024年 (令和6年) 7月11日 | 理化学研究所理事長特別補佐                                                     |